# Earias juengeriana
Earias juengeriana är en fjärilsart som beskrevs av Kobes 1983. Earias juengeriana ingår i släktet Earias och familjen trågspinnare. Inga underarter finns listade i Catalogue of Life.